# Titanosuchidae
Titanosuchidae — родина великих терапсид підряду Диноцефали (Dinocephalia), що існувала у кінці пермі, 270-260 млн років тому. Скам'янілі рештки представників родини знайдені відкладеннях зони Tapinocephalus Південної Африки. Титанозухіди були м'ясоїдними або всеїдними тваринами. Вони мали товсті, масивні черепи та довгі ікла.